# کازد-۲
کازد-۲ (به انگلیسی: SAI_KZ_II) یک هواگرد ملخ‌پیشین تک‌موتوره از نوع ورزشی ساخت شرکت Skandinavisk Aero Industri است. هواگرد کازد-۲ نخستین پروازش را در ۱۱ دسامبر ۱۹۳۷ میلادی انجام داد. در مجموع، تعداد ۴۵ فروند از این هواگرد ساخته شده‌است.
طراح این هواگرد، Viggo Kramme and Karl Gustav Zeuthen بود.